# Hadi Hejazifar

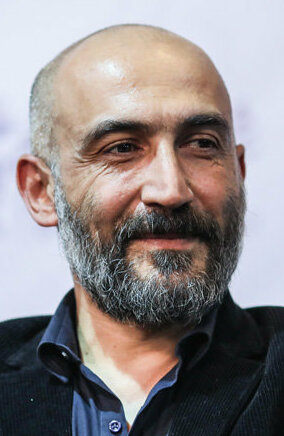
Hadi Hejazifar, 2018

Hadi Hejazifar (persisch هادی حجازی‌فر; * 21. Juni 1976 in Choy) ist ein iranischer Schauspieler, Regisseur und Drehbuchautor.

## Leben und Werk
Für seine Auftritte in den Filmen „Standing in the Dust“ (2016), „Midday Adventures“ (2017), „Lottery“ (2018) und „Without Everything“ (2021) erregte er Aufmerksamkeit und erhielt Kritikerlob. Er hat verschiedene Auszeichnungen erhalten, darunter einen „Crystal Simorgh“, einen „Hafez Award“, einen „Urban International Film Festival Award“ und zwei „Iran’s Film Critics and Writers Association Awards“. Er spielte auch die Hauptrolle in der beliebten Serie „The Lion Skin“ (2022–2023).

## Filmografie (Auswahl)
- 2016: Standing in the Dust
- 2017: Midday Adventures
- 2018: Lottery
- 2018: Damascus Time
- 2020: Atabai
- 2021: Without Everything
- 2022: The Situation of Mehdi